# جان مدن (فیلم)
جان مدن (انگلیسی: John Madden) یک فیلم درام ورزشی و زندگی‌نامه‌ای آمریکایی آماده اکران به کارگردانی دیوید او. راسل است. در این فیلم نیکلاس کیج در نقش جان مدن (مربی فوتبال) در کنار کریستین بیل، جان مولانی، کاترین هان، سیه‌نا میلر و شین گیلیس بازی می‌کنند.

## خلاصه داستان
زندگی اسطوره فوتبال جان مدن و مشارکت او در توسعه سری بازی‌های ویدئویی فیفا مدن را به تصویر می‌کشد.

## ساخت
در می ۲۰۲۳ اعلام شد که ویل فرل برای بازی در این فیلم در نقش جان مدن وارد مذاکرات اولیه شده است و دیوید او راسل کارگردانی می‌کند.
در آوریل ۲۰۲۴، اعلام شد که هیو جکمن اکنون برای بازی در نقش مدن در ترکیب قرار دارد و تام هنکس برای ایفای نقش آل دیویس وارد مذاکره شد. با این حال، در ماه آگوست، نیکلاس کیج برای بازی در نقش مدن انتخاب شد. در آوریل ۲۰۲۵، کریستین بیل برای بازی در نقش مربی (ال دیویس) اعلام شد، در حالی که جان مولانی، کاترین هان و سینا میلر در حال مذاکره برای پیوستن به بازیگران بودند. در ماه مه، شین گیلیس به بازیگران پیوست.
فیلمبرداری اصلی در ۲۴ آوریل ۲۰۲۵ در آتلانتا آغاز شد.